# Акмола (энциклопедия)
Акмола — энциклопедическое издание об Акмолинской области. Подготовлено главной редакцией «Қазақ энциклопедиясы». Выпущено издательством «Атамура» (1995). Объём 43,6 п. л., тираж 100 тыс. экземпляров. Содержит сведения о природе и природных ресурсах, населении, истории, экономике, архитектуре, образовании, науке и научных учреждениях, здравоохранении, физической культуре и спорте, литературе и искусстве, экономических и культурных связях области с зарубежными странами. Имеются материалы о предприятиях промышленности и сельского хозяйства, населённых пунктах, высших и средних специальных учебных заведениях, даны биографии людей, внёсших заметный вклад в развитие области.